# Vito Cascio Ferro
Vito Cascio Ferro o Vito Cascioferro (pronunciación en italiano: /ˈviːto ˈkaʃʃo ˈfɛrro/; 22 de enero de 1862-20 de septiembre de 1943), también conocido como Don Vito, fue un prominente miembro de la mafia siciliana. Él también operó por varios años en los Estados Unidos. Es frecuentemente mostrado como el "jefe de jefes", aunque tal posición no existía en la flexible estructura de la Cosa Nostra en Sicilia.
La vida de Cascio Ferro esta llena de mitos y misterios. Se convirtió en una leyenda incluso cuando aún estaba vivo, y esa leyenda es parcialmente responsable de crear la imagen del galante caballero capomafia (jefe mafioso). Es ampliamente considerado como el responsable del asesinato en 1909 de Joseph Petrosino, jefe de la Escuadra Italiana del Departamento de Policía de Nueva York. Sin embargo, jamás fue investigado por el crimen.
Con el ascenso del fascismo en Italia, su intocable posición declinó. Fue arrestado y sentenciado a muerte en 1930 y permanecería en la cárcel hasta su muerte. Hay alguna confusión acerca del año exacto de su muerte pero, de acuerdo con La Stampa, Cascio Ferro murió el 20 de septiembre de 1943 en la prisión de la isla de Procida.